# William Randolph Hearst
William Randolph Hearst Sr. (/hɜrst/; n. 29 aprilie 1863, California, SUA – d. 14 august 1951, Beverly Hills, California, SUA) a fost un om de afaceri și politician american. Este cel mai cunoscut pentru dezvoltarea celei mai mari companii media americane, Hearst Communications.

## Castelul Hearst

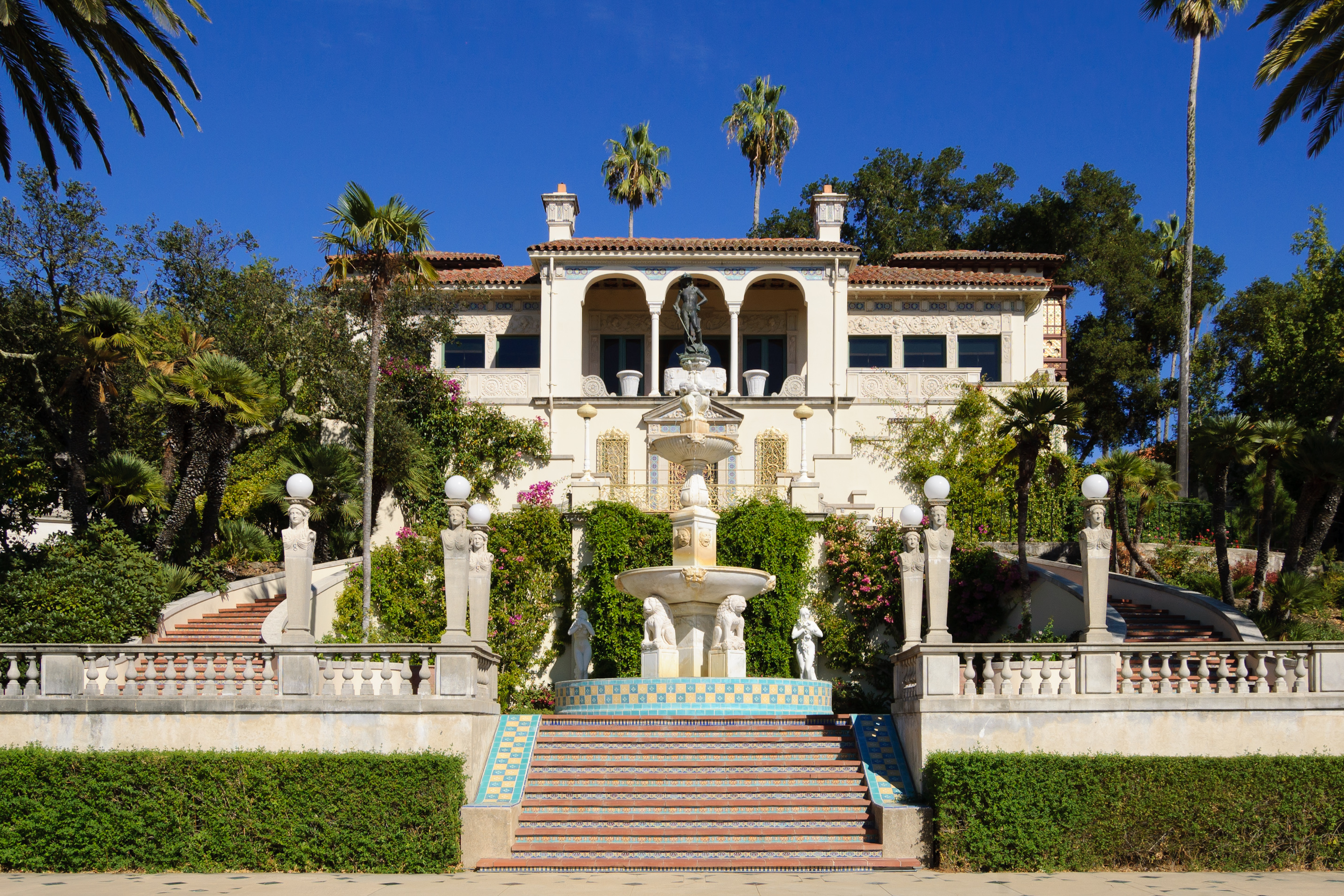
Castelul Hearst

Wiliam Randolph Hearst a construit în anul 1920 un castel în statul California, la jumătatea distanței dintre Los Angeles și San Francisco, devenit celebru, cunoscut în prezent sub numele de "Hearst San Simeon State Historical Monument". Aici au fost invitate multe din marile vedete ale vârstei de aur a Hollywood-ului: Charlie Chaplin, Mary Pickford, Rudolf Valentino, Gary Cooper, Clark Gable, Cary Grant ș.a.

## Legături externe
- Hearst the Collector at LACMA
- William Randolph Hearst la conexiunea Biographical Directory of the United States Congress
- Zpub.com: William Randolph Hearst biography Arhivat în 7 ianuarie 2020, la Wayback Machine.
- The William Randolph Hearst Art Archive at Long Island University
- Guide to the William Randolph Hearst Papers at The Bancroft Library
- William Randolph Hearst la Internet Movie Database

## Vezi și
- Listă de oameni din statul California
- Lista foștilor membri ai Camerei Reprezentanților Statelor Unite ale Americii: H